# Dodge Series 116
 (octobre 2020).

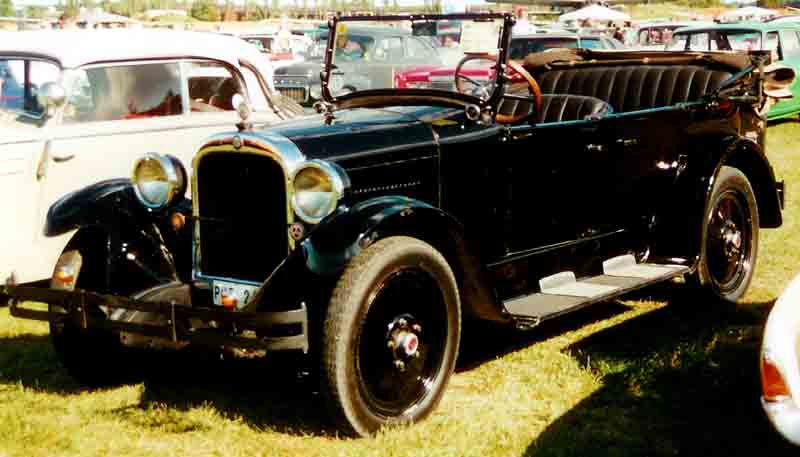
Dodge Series 116

La Dodge Series 116 était une automobile fabriquée par Dodge de 1923 à 1925 en tant que modèle principal. Sorti en juin 1922, c'était la première voiture à avoir une carrosserie entièrement en acier. Le modèle a été mis à jour en 1924 avec une ligne de capot plus haute, un feu stop à l'arrière et de nouveaux ressorts.